# 胜利河 (东鱼河)
胜利河，位于山东省西南部，是东鱼河右岸的一条支流，系开挖东鱼河时，治理原鸣风河和大沙河而成。今胜利河源自曹县南部太行堤第六水库，东北流经成武县东南和单县西北部地区，至单县北部的徐寨镇刘珂楼村汇入东鱼河。全长66.3公里，流域面积1224平方公里。